# Girard, Kansas
Girard är administrativ huvudort i Crawford County i Kansas. Orten har fått sitt namn efter Girard, Pennsylvania. Enligt 2020 års folkräkning hade Girard 2 496 invånare.